# 167 (عدد)
'167 (مائة وسبعة و ستون) هو عدد صحيح. يلي العدد 166 ويسبق العدد 168 وهو عدد طبيعي موجب فردي حقيقي صحيح أولي.

## خاصياته
- هو عدد أولي آمن
- عدد أولي تشن أي أن 167 أولي و 167 + 2 اولي أو شبه اولي (في هذه الحالة 167 + 2 شبه اولي).
- هو عدد أيزنشتاين أولي حقيقي.
- هو عدد اولي ذا قرابة مع 163 ( 4-167 عدد اولي).
- هو كذلك عدد اولي معكوس أي أن 761 أولي كذلك
- عدد فورشن اولي
- عدد غاوسي اولي
- عدد اولي سعيد: العدد الأولي السعيد هو العدد الذي إذا جُمع مربع ارقامه في الكتابة العشرية. و اعيد العملية إلى النتيجة المستحصل عليها تستقر النتيجة عندما تساوي واحد. كثافة الأعداد السعيدة بالنسبة إلى مجموعة الأعداد الصحيحة الطبيعة هو {\displaystyle 15,5\%} :

167 عدد سعيد لأن
167 يتكون من الأرقام العشرية 1 و 6 و 7 و
1² + 6² + 7² = 1 + 36 + 49 = 86
الكتابة 86 يتكون من 6 و 8 و
8² + 6² = 36 + 64 = 100
الكتابة 100 تتكون من 1 و صفرين و
1² + 0² + 0² = 1
إذا 167 عدد أولي سعيد
- عدد كوتوتينت عالي الأولية
- عدد أولي قابل للبتر من اليسار: العدد الأولي قابل للبتر من اليسار هو العدد الذي إذا حذف رقم آحاده من كتابته العشرية أصبح عدد عشريا
- عدد اولي طويل: العدد الأولي الطويل هو العدد الذي يحقق المعادلة :{\displaystyle {\frac {b^{p-1}-1}{p}}} حيث b ليست قاسما لـp
- عدد رامانوجان أولي
- عدد أولي المنتظم
- عدد اغستاف أولي